# Plante non vasculaire

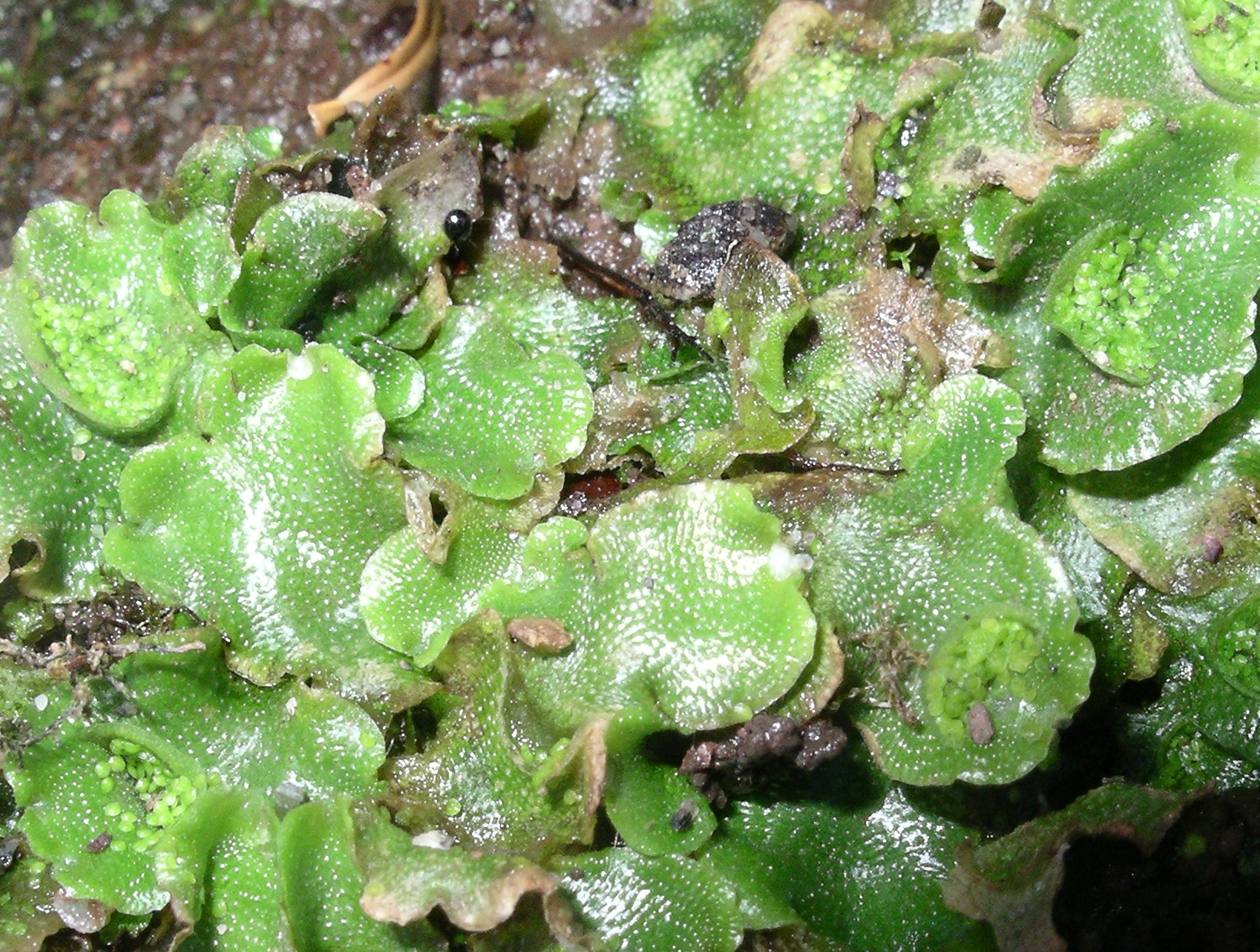
Fausses feuilles d'une hépatique.

Les plantes non vasculaires se définissaient, avant les dernières classifications, comme l'ensemble des plantes, y compris les algues vertes, qui ne possèdent pas de vaisseaux conducteurs de sève brute ou élaborée (xylème ou phloème).
Bien que ne possédant pas de tissus spécialisés pour les vaisseaux, certaines plantes non vasculaires possèdent des tissus chargés du transport interne de l'eau.
Une plante non vasculaire n'a donc ni racine, ni tige, ni feuille ; chacune de ces parties d'une plante se définissant à partir des vaisseaux qui la parcourent. Les lobes (parties arrondies) des hépatiques ressemblent à des feuilles mais n'en sont pas car elles n'ont ni xylème ni phloème.